# Suizei

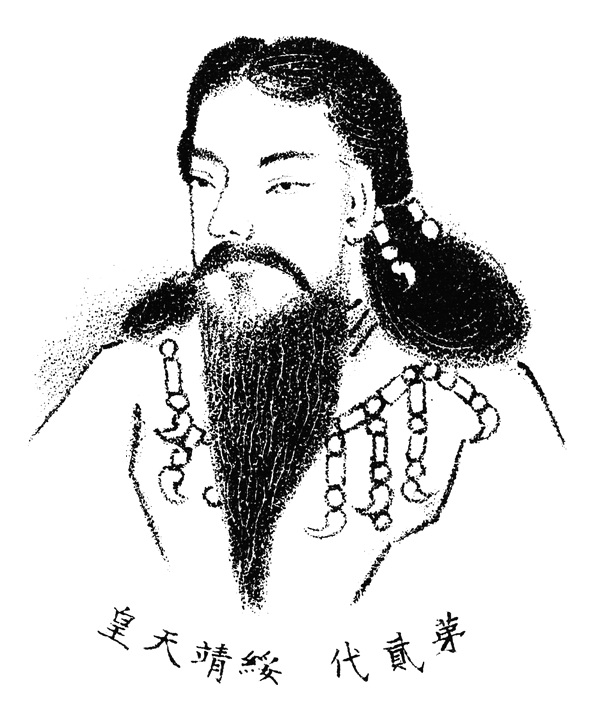
Suizei

Suizei (Suizei Tennō) var enligt legenden Japans andra kejsare. Man vet inte hans födelsedatum och historikerna kallar honom för "sagokejsare". Enligt legenden ska han ha regerat mellan år 581 f.Kr. och 549 f.Kr. Han var den förste av åtta kejsare utan livsteckning. I Kojiki och Nihonshoki skrevs endast hans namn och ättlängd. Hans historiska existens sågs länge som sann, och en grav restes för honom, men inga historiska källor visar på att han verkligen ska ha existerat. Han regerade från palatset Takawoka i Kadzuraki. 
Enligt källorna ska han ha varit son till Jimmu. Strax efter att han efterträtt sin far, gjorde hans bror uppror mot honom. Hans namn betyder ung. "lycklig, hälsosam fred".
- Företrädd av: Jimmu
- Efterträdd av: Annei Tennou